# بالتازار گتی
بالتازار گتی (انگلیسی: Balthazar Getty؛ زادهٔ ۲۲ ژانویهٔ ۱۹۷۵) هنرپیشه اهل ایالات متحده آمریکا است. از فیلم‌هایی که وی در آن نقش داشته‌است، می‌توان به بزرگراه گمشده، نردبان ۴۹، مرکز جهان، اسلحه‌های جوان ۲، شیطان وحشی، پول کثیف، چهار سگ در حال بازی پوکر، انجامش نده و قاضی درد اشاره کرد.